# Tillandsia hirta
Tillandsia hirta är en gräsväxtart som beskrevs av Walter Till och Lieselotte Hromadnik. Tillandsia hirta ingår i släktet Tillandsia och familjen Bromeliaceae. Inga underarter finns listade i Catalogue of Life.